# Eupithecia penultimaria
Eupithecia penultimaria là một loài bướm đêm trong họ Geometridae.